# Phil Kearns
Philip Nicholas Kearns (Sídney, 27 de junio de 1967) es un exjugador australiano de rugby que se desempeñaba como hooker.

## Selección nacional
Fue convocado a los Wallabies por primera vez en agosto de 1989 para enfrentar a los All Blacks y disputó su último partido en octubre de 1999 ante el XV del Trébol. En total jugó 67 partidos y marcó ocho tries para un total de 34 puntos (un try valía 4 puntos hasta 1993).

### Participaciones en Copas del Mundo
Kearns disputó tres Copas del Mundo; Inglaterra 1991 donde los Wallabies se consagran campeones del Mundo por primera vez. En Sudáfrica 1995 Australia fue derrotada en cuartos por el XV de la Rosa repitiendo el duelo de la final anterior. Jugó su último mundial en Gales 1999 donde los Wallabies llegaron con jugadores como Stephen Larkham, Chris Latham, George Gregan, Matt Burke y Tim Horan. Ganaron su grupo cómodamente, en cuartos de final superaron al anfitrión Gales 24-9, luego en semifinales enfrentaron al campeón vigente Sudáfrica, en un partido muy parejo que terminó en empate a 18 y debió jugarse el tiempo extra. El partido estaba empatado 21-21 cuando Gregan pasó el balón a Larkham y éste pateó un drop goal a 48 metros del In-goal, un penal de Burke definiría el partido 21-27. Finalmente los Wallabies vencieron 35-12 a Les Bleus y se consagraron campeones del Mundo por segunda vez en su historia, siendo la primera selección en lograrlo.
| Mundial                       | Sede       | Resultado        | PJ | Tries |
| ----------------------------- | ---------- | ---------------- | -- | ----- |
| Copa Mundial de Rugby de 1991 | Inglaterra | Campeón          | 6  | 1     |
| Copa Mundial de Rugby de 1995 | Sudáfrica  | Cuartos de final | 3  | 1     |
| Copa Mundial de Rugby de 1999 | Gales      | Campeón          | 2  | 0     |

## Palmarés
- Campeón del Shute Shield de 1987, 1988, 1989, 1990, 1991, 1992, 1994 y 1996.